# Bukovnica
Bukovnica – wieś w Słowenii, gmina Moravske Toplice. 1 stycznia 2017 liczyła 45 mieszkańców.
W miejscowości swój początek bierze rzeka Bukovniški potok, która przepływa przez zbiornik retencyjny Bukovniško jezero.